# Phaenocarpa minuta
Phaenocarpa minuta är en stekelart som beskrevs av Sharma 1979. Phaenocarpa minuta ingår i släktet Phaenocarpa och familjen bracksteklar. Inga underarter finns listade i Catalogue of Life.